# Stabat Mater (Domenico Scarlatti)
Pour les articles homonymes, voir Stabat Mater.
Ne doit pas être confondu avec Stabat Mater (Alessandro Scarlatti).
Le Stabat Mater de Domenico Scarlatti (Stabat Mater a dieci voci e basso continuo) est une œuvre pour chœur écrite pour 10 voix, SSSSAATTBB (4 voix de sopranos, 2 d'altos, 2 de ténors et 2 de basses), accompagnée par une basse continue à l'orgue.
On ne sait pas exactement quand ce Stabat Mater a été écrit : on ne dispose pas de trace ou description d'exécution, et la partition autographe est perdue. On pense que le Stabat Mater aurait été composé entre 1714 et 1719, quand Scarlatti était maître de chapelle de la Cappella Giulia, chœur d'hommes destiné à la musique de Saint-Pierre de Rome.
Cette composition est l'œuvre sacrée la plus célèbre et la plus jouée de Domenico Scarlatti. Composé alors qu'il avait trente ans, le Stabat Mater est sa première œuvre remarquable et un chef-d'œuvre du genre.

## Historique
De 1714 à 1719, Domenico Scarlatti a été employé par le Vatican, à Rome, en tant que maitre de chapelle de la Cappella Giulia de Saint-Pierre de Rome, poste qui avait été occupé auparavant, notamment, par Palestrina. Il a composé à cette occasion un grand nombre d’œuvres de musique sacrée et on estime généralement que le Stabat Mater a été composé pendant cette période, vers 1715,. Mais on sait que Scarlatti a conservé une production religieuse plus tard à Lisbonne et à Madrid et cette œuvre aurait pu aussi être composée à cette occasion. Toutefois, le caractère inhabituel de l’œuvre, par ses dimensions, son effectif et sa complexité porte à croire qu'elle a été produite pour Saint-Pierre, et ses chœurs expérimentés.
L'absence de cette partition à la bibliothèque vaticane, particulièrement bien tenue et où tout emprunt non autorisé est puni d'excommunication, ne signifie pas forcément que le Stabat n'a pas été composé pour la Cappella Giulia. En effet, les œuvres composées pour la chapelle restaient souvent la propriété du compositeur et Scarlatti a très bien pu emporter ses partitions à Lisbonne où elles auraient pu disparaître dans le tremblement de terre de 1755, ou ensuite en Espagne où elles se seraient perdues. En revanche, on trouve à la bibliothèque vaticane deux Miserere de la main de Scarlatti, qui sont les seules de ses œuvres dont on possède des manuscrits autographes.
Le choix de mise en musique du Stabat Mater propre à être exécuté au Vatican était limité à l'époque de la composition; il existait notamment la composition à double choeur de Palestrina (vers 1590). Le Sabat Mater du père de Domenico : Alessandro Scarlatti (1724) ou celui plus connu de Pergolese (1736) sont postérieurs. Il existait aussi à cette époque le Stabat Mater de Agostino Steffani (vers 1706) avec lequel celui de Domenico présente certaines similarités, d'après Scandrett. Notamment dans les mélodies des versets "Stabat Mater", "O quam tristis" ou "Fac me vere", même si le style d'écriture est très différent.
La copie la plus importante de la partition se situe à la bibliothèque du conservatoire Benedetto Marcello de Venise.

## Postérité
Cette composition est, de tout temps, l'œuvre sacrée la plus célèbre et la plus jouée de Domenico Scarlatti et, à ce titre, on en a retrouvé de nombreuses copies manuscrites, bien que l'autographe soit perdu.
Cependant, la première publication de l'oeuvre date de 1941 chez Santis, et republiée ensuite plus largement en 1972.

## Œuvre
L'œuvre est à dix voix : quatre voix de soprano (des castrats du temps de Scarlatti), et deux voix pour chacun des pupitres d'alto, de ténor et de basse, accompagnées d'un simple continuo à l'orgue. Contrairement à la tradition du style polychoral vénitien ou plus généralement italien, il ne s'agit pas de deux chœurs à cinq voix, mais de dix voix indépendantes employées de manière totalement polyphonique. Les effectifs choraux sont utilisés de manière variée, rarement les dix voix en même temps, mais en diverses combinaisons de textures vocales. Les quatre voix de soprano sont à voix égales, sans hiérarchie, utilisées de manière équilibrée.
En plus d'une variation des masses chorales, il semble également que Scarlatti aie voulu une opposition solo/tutti dans certaines parties, bien que la seule indication explicite en ce sens se trouve seulement en section 10 dans certaines copies. D'autres copies comme celles de Santini ont d'autres propositions, et il semble qu'une certaine liberté d'exécution en ce sens soit possible. Les effectifs de la Capella Giulia étaient de seize à dix-huit chanteurs et il est probable que certaines parties de ce choeur à dix voix aient été prévues pour une voix de soliste.
Le style de l'œuvre n'est pas représentatif de celui du XVIIIe siècle, mais rappelle plutôt le stile antico du XVIe siècle. Ce style traditionnel et épuré était requis par le Vatican, pour qui la musique devait inciter à la piété, et respecter à tout moment l'intelligibilité du texte. Cependant, Scarlatti prend des libertés avec ce style : les dix voix ne sont que rarement utilisées simultanément, contrairement au strict contrepoint du stile antico et la richesse et diversité harmonique particulièrement remarquable aurait paru trop audacieuse aux oreilles du XVIe siècle, ainsi que l'utilisation fréquente du rythme ternaire, typiquement baroque. Jürgen Jürgens, préfacier de l'édition de 1972 voit même, dans la richesse harmonique et l'invention mélodique, des accents dignes des compositions sacrées tardives de Mozart.
Scarlatti délaisse l'écriture par numéro, classique à son époque, et développe les versets du Stabat Mater en longues séquences dans une vision plus unitaire, à l'image de certains madrigaux de Carlo Gesualdo ou du Misere de Lully. Les vingt versets du Stabat Mater, plus deux versets de coda (Fac ut animae et Amen) sont ainsi répartis en dix séquences de musique. Chaque verset, même s'il peut être en continuité tonale, de rythme ou de tempo avec les versets précédents, fait tout de même l'objet d'un traitement musical très différent, à la manière d'un motet.
| Partie | Verset                                    | Mesure | Tempo                       | Tonalité        |
| ------ | ----------------------------------------- | ------ | --------------------------- | --------------- |
| 1      | Stabat Mater dolorosa..                   | C      | Andante                     | Do mineur       |
| 2      | Cuius animam gementem..                   | C      | Andante                     | Do mineur       |
| 2      | O quam tristis et afflicta..              | C      | Andante                     | Do mineur       |
| 2      | Quæ mærebat, et dolebat..                 | 3/4    | Adagio                      | Mi bémol majeur |
| 2      | Quis est homo, qui non fleret..           | C      | Andante                     | Sol majeur      |
| 3      | Quis non posset contristari..             | C      | Adagio                      | Sol majeur      |
| 3      | Pro peccatis suæ gentis..                 | 3/4    | Allegro                     | Sol majeur      |
| 3      | Vidit suum dulcem natum..                 | 3/4    | Allegro                     | Sol majeur      |
| 4      | Eia Mater, fons amoris..                  | C      | Andante                     | Sol majeur      |
| 4      | Fac, ut ardeat cor meum..                 | C      | Andante                     | Sol majeur      |
| 5      | Sancta Mater, istud agas..                | 3/4    | Andante con un poco di moto | Fa majeur       |
| 5      | Tui nati vulnerati..                      | 3/4    | Andante con un poco di moto | Fa majeur       |
| 6      | Fac me vere tecum pie flere..             | 4/2    | Tempo giusto                | Mi bémol majeur |
| 7      | Iuxta Crucem tecum stare..                | 3/4    | Andantino                   | Mi bémol majeur |
| 7      | Virgo virginum præclara..                 | 3/4    | Andantino                   | Mi bémol majeur |
| 7      | Fac ut portem Christi mortem..            | 3/4    | Andantino                   | Mi bémol majeur |
| 7      | Fac me plagis vulnerari..                 | 3/4    | Andantino                   | Mi bémol majeur |
| 8      | Flammis ne urar succensus.. (Inflammatus) | 4/2    | Allegro                     | Sol mineur      |
| 8      | Christe, cum sit hinc exire..             | 4/2    | Allegro                     | Sol mineur      |
| 8      | Quando corpus morietur..                  | 3/4    | Andante                     | Sol mineur      |
| 9      | Fac ut animae (coda)                      | 2/4    | Allegro                     | Do mineur       |
| 10     | Amen (coda)                               | 3/8    | Allegro                     | Do mineur       |

## Discographie
- Chœur de la Société Bach des Pays-Bas, dir. Anthon van der Horst (1963, Philips A 02.290 L)
- BBC Singers, dir. John Poole (21-22 février 1976, Sony SBK 48 282) (OCLC 984802427)
- Monteverdi Choir et The English Baroque Soloists, dir. John Eliot Gardiner (février 1984, Erato) (OCLC 25385760)
- Chœur de la Cathédrale Christ Church d'Oxford, dir. Francis Grier (8-10 juin 1985, Hyperion CDA66182)(OCLC 17596268)
- Ensemble Akadêmia, dir. Françoise Lasserre (août 1988, ORCA/PDO) (OCLC 781137054)
- Ensemble Currende, dir. Erik van Nevel (août 1990, Accent ACC 10069) (OCLC 1105541072)
- Ensemble William Byrd, dir. Graham O'Reilly (1999, Arion) (OCLC 781304428)
- Concerto Italiano, dir. Rinaldo Alessandrini (mai 1999, Opus 111/Naive) (OCLC 971607191)
- The Sixteen, dir. Harry Christophers (2001, Coro) (OCLC 51333049)
- Chœur du King's College de Cambridge, dir. Stephen Cleobury (8-11 juillet 2002, EMI 2 35735 2) (OCLC 808201488)
- Immortal Bach Ensemble, dir. Morten Schuldt-Jensen (11-12 octobre 2006, Naxos) (OCLC 182529692)
- Ensemble Vox Luminis, dir. Lionel Meunier (2-5 juillet 2007, Ricercar RIC 258) (OCLC 881480386)
- Ensemble Jacques Moderne, dir. Joël Suhubiette (mai/juin 2010, Ligia) (OCLC 756786135)
- Les Arts florissants, dir. Paul Agnew (26 septembre 2010, Virgin 0709072) (OCLC 762933068)
- The Sixteen, dir. Harry Christophers (2014, Coro) (OCLC 913865584) — dans Spirit, Strength & Sorrow, avec des œuvres de Firsova, Korvits, Casciolini et Martin.
- Ensemble Le Caravansérail, dir. Bertrand Cuiller ; Leila Schayegh, violon ; Bérengère Sardin, harpe (octobre 2020, Harmonia Mundi)
- The Zurich Chamber Singers, dir. Christian Erny (2021, Berlin Classics) (OCLC 1287935738)